# Drong Hill
Drong Hill är en kulle i Antarktis. Den ligger i Sydshetlandsöarna. Argentina, Chile och Storbritannien gör anspråk på området. Toppen på Drong Hill är 180 meter över havet.
Terrängen runt Drong Hill är mycket platt. Trakten är obefolkad. Det finns inga samhällen i närheten. 